# Les Trois Portraits
Les Trois Portraits est une nouvelle d'Ivan Tourgueniev, parue en 1846

## Historique
Les Trois Portraits est initialement publié dans le Recueil pétersbourgeois en 1846. Dans ce recueil paraît également Les Pauvres Gens de Dostoievski. La nouvelle n'eut guère de succès auprès des critiques de l'époque

## Résumé
Le narrateur est invité à la chasse chez son voisin Pierre Fiodorovitch Loutchinov. Le soir après le diner, il contemple trois portraits dans le salon de son hôte. Ces portraits sont ceux d’Olga Ivanovna N., fille adoptive de l’arrière-grand-père de Pierre, de Basile Ivanovitch Loutchinov et de Paul Afnassiévitch Rogatchev. Pierre fait remarquer à ses invités que le portrait de ce dernier est percé au niveau du cœur, puis il raconte l’histoire de ces personnages.
Son arrière-grand-père Ivan Loutchinov avait quitté brusquement Saint-Pétersbourg et était venu s’établir dans ses terres avec ses enfants et sa femme. Il était en froid avec elle, celle-ci ayant manqué à ses engagements conjugaux. Pendant les vingt ans qui devaient lui rester à vivre, il ne lui avait plus jamais adressé la parole. Leur fils ainé, Basile, âgé de douze ans, était resté seul à Saint-Pétersbourg.
Dix ans plus tard, Basile vient rendre visite à sa famille. Devenu jeune officier de la garde, audacieux et terriblement séducteur, il a besoin rapidement d’argent pour payer ses dettes et a fait le voyage pour tirer le plus d’argent possible de son père. Ce qu’il obtient ne lui suffit pas et il charme Iouditch, le valet de son père, qui seul a la clé du coffre où est gardé l’argent de la maison. Basile remplace les sacs d’argent par des tessons de bouteille, espérant gagner aux cartes de quoi masquer son forfait. Hélas ! Ivan Loutchinov s’aperçoit du vol et commence à faire battre Iouditch. Sur les entrefaites, Basile arrive, interrompt la bastonnade, se dénonce et quitte la maison. il ne reverra jamais son père.
Huit ans plus tard, Basile qui continue sa vie dissolue, blesse gravement un mari offensé lors d’un duel, Les autorités lui ordonnent de se retirer dans ses terres. Il a trente ans et n’a connu que la vie trépidante de la capitale : cet exil lui est terrible.
Pendant ce temps, la jeune Olga ivanovna a grandi, Recueilli bébé par les Loutchinov, elle a maintenant vingt ans, C’est une petite sauvageonne qui sait à peine lire et écrire. On l’a promise en mariage à un voisin, un lourdaud du nom de Paul Afanassiévitch Rogatchev. 
Quand Basile revient dans sa famille, il se montre hautain et distant. Son père est mort, sa mère vit dans les prières, ses frères sont des rustres, seule Olga trouve grâce à ses yeux. Il veut faire d’elle une femme charmante et aimable. Usant de sa séduction naturelle, il n’a pas de mal à tourner la tête à la jeune fille qui se donne à lui. Il joue avec elle et fait retarder son mariage avec Rogatchev. Quand Olga lui avoue être enceinte de lui, il se précipite chez Rogatchev pour le mettre en demeure d’épouser Olga. Il est tellement sûr de lui qu’il lui dévoile même l’état de la jeune fille et lui met le marché dans les  mains, soit le mariage, soit un combat en duel avec lui. Rogatchev choisit de se battre, tout en étant certain de perdre la face devant un tel adversaire. Effectivement, il meurt, le cœur transpercé par Basile qui rentre chez lui, transperce le portrait de Rogatchev et s’enfuit à Saint-Pétersbourg. 
Il reviendra deux ans plus tard chez lui : sa mère et Olga sont mortes, lui est paralysé et meurt rapidement.

## Personnages
- Pierre Fiodorovitch Loutchinov, le narrateur, il conte l’histoire de son arrière-grand-père.
- Ivan Loutchinov, arrière-grand-père du narrateur.
- Anne Pavlovna, femme d’Ivan Loutchinov.
- Basile Loutchinov, fils d’Ivan Loutchinov, officier de la garde, un des trois portraits.
- Olga Ivanovna N, fille adoptive d’Ivan Loutchinov, un des trois portraits.
- Iouditch, valet d’Ivan Loutchinov.
- Paul Rogatchev, voisin d’Ivan Loutchinov, on lui a promis en mariage Olga, un des trois portraits.

## Édition française
- Les trois portraits, traduit par Xavier Marmier, dans Scènes de la vie russe, Paris, Hachette, 1887.
- Les Trois Portraits, traduit par Françoise Flamant, Éditions Gallimard, Bibliothèque de la Pléiade, 1981  (ISBN 978 2 07 010980 7).